# Гай Юлий Александър
Гай Юлий Александър (на гръцки: Γαίος Ιούλιος Αλέξανδρος; на латински: Gaius Julius Alexander) е юдейски принц от династията Иродиади, праправнук на Ирод Велики.

## Произход и управление
Той е син на Тигран VI († сл. 68), цар на Армения (58 – 63), и Опгали, благородничка от Фригия. Баща му е син на иродианеца Александър и внук на Глафира (принцеса на Кападокия) и Александър (син на Ирод Велики и Мариамна). Брат е на Юлия, която се омъжва за анатолийския римски сенатор Марк Планций Вар.
Гай Юлий Александър е възпитаван в Рим. Александър се жени 58 г. в Рим за Юлия Йотапа (* 45), царица на Кетис, малка държава в Киликия, клиент на Римската империя. Тя е дъщеря на Антиох IV Комагенски. Император Нерон ги оставя да царуват на тази територия. Двамата царуват в Кетис от 58 до 72 г.

## Деца
Александър и Йотапа имат три деца:
- Гай Юлий Агрипа, 109 г. служи в преторианската гвардия
- Гай Юлий Александър Беренициан, суфектконсул 116 г., дядо на Авидий Касий (узурпатор 175 г.).
- Юлия, която се омъжва за Гай Юлий Квадрат Бас (суфектконсул 105 г.).